# Felipéia Esporte Clube
El Felipéia Esporte Clube fue un equipo/club de fútbol y otros deportes de la ciudad de João Pessoa, en el estado del Paraíba, del Brasil.  Jugaba en el Campeonato Paraibano de Fútbol.   
- Datos: Q10281017